# Guyana, la secte de l'enfer
Pour plus de détails, voir Fiche technique et Distribution.
Guyana, la secte de l'enfer (Guyana: Crime of the Century) est un film mexicano-hispano-panaméen réalisé par René Cardona Jr., sorti en 1979.

## Synopsis
Le révérend James Johnson est le gourou d'une communauté agraire et sectaire de Guyana. Lee O'Brien, un élu américain arrive pour enquêter sur la communauté... 

## Fiche technique
- Titre français : Guyana, la secte de l'enfer[1]
- Titre original : Guyana: Crime of the Century
- Titre espagnol : Guyana, el crimen del siglo
- Réalisation : René Cardona Jr.
- Scénario : René Cardona Jr. & Carlos Valdemar
- Musique : Jimmie Haskell, Alfredo Diaz Ordaz, George S. Price, Nelson Riddle & Bob Summers
- Photographie : Leopoldo Villaseñor
- Montage : Earl Watson
- Production : René Cardona Jr.
- Sociétés de production : Care, Corporación Nacional Cinematográfica (CONACINE), Re-al productions International, Ízaro Films
- Société(s) de distribution : Universal Pictures
- Pays :  Mexique,  Espagne,  Panama
- Langue : Anglais
- Format : Couleurs, 35 mm, 1,85:1, Mono
- Genre : Drame
- Durée :  Mexique : 115 minutes,  Royaume-Uni : 108 minutes,  États-Unis : 90 minutes
- Classifications :  États-Unis : R  •  Norvège : 18
- Dates de sortie : 
  - Mexique 20 septembre 1979
  - États-Unis 25 janvier 1980
  - France : 11 juin 1980[1]

## Distribution
- Stuart Whitman (VF : Edmond Bernard) : le révérend James Johnson
- Gene Barry (VF : Jean-Claude Michel) : le représentant Lee O'Brien
- John Ireland (VF : William Sabatier) : Dave Cole
- Joseph Cotten (VF : Jean Berger) : Richard Gable
- Bradford Dillman (VF : Bernard Murat) : Dr. Gary Shaw
- Jennifer Ashley (VF : Béatrice Delfe) : Anna Kazan
- Yvonne De Carlo (VF : Paule Emanuele) : Susan Ames
- Jack Braddock Johnson : (VF : Philippe Dumat) : Alex Dresden
- Tony Young (VF : Daniel Gall) : Ron Harvey
- Nadiuska (VF : Monique Thierry) : Leslie Stevens
- Carlos East (VF : Bernard Tiphaine) : Mike Sheldon
- Erika Carlsson : Marilyn Johnson
- Hugo Stiglitz (VF : Yves Barsacq) : Cliff Robson
- Ricardo Carrión (VF : Sady Rebbot) : Bert Powers
- Juan Luis Galiardo : Albert Brooke
- Robert DoQui (VF : Robert Liensol) : Oliver Ross
- Delroy White : l’ambassadeur Phillip Banks
- Rojo Grau (VF : Thierry Bourdon) : Stewart Johnson
- Anaís de Melo : Rebecca, membre de la communauté

## Autour du film
- Le film est inspiré par les événements du Temple du Peuple et le suicide collectif de Jonestown au Guyana en 1978. Les noms sont légèrement modifiés par rapport à la réalité : le village s'appelle Johnsontown et non Jonestown, le révérend Jim Warren Jones s'appelle James Johnson et le représentant Leo Ryan est devenu Lee O'Brien.

## Lieux de tournage
- Mexique :  Guerrero : Acapulco
- Guyana
- États-Unis :  Californie : San Francisco